# San Sebastián (Porto Rico)
San Sebastián è una città di Porto Rico situata nella regione nord-occidentale dell'isola. L'area comunale confina a nord con Isabela e Quebradillas, a est con Lares, a sud con Las Marías e Añasco e a ovest con Moca. Il comune, che fu fondato nel 1752, oggi conta una popolazione di quasi 45 000 abitanti ed è suddiviso in 25 circoscrizioni (barrios). È bagnato dalle acque del fiume Guajataca.